# 逗子警察署
逗子警察署（ずしけいさつしょ）は、神奈川県警察が管轄する警察署の一つである。
相模方面本部隷下、第六方面に属する小規模警察署であり、署長は警視。識別章所属表示はYF。

## 所在地
- 神奈川県逗子市桜山四丁目8番41号

## 管轄区域
- 逗子市全域
  - 管轄面積：17.28km2

## 沿革
- 1948年（昭和23年）3月7日 - 警察法の公布に伴い、自治体警察として横須賀市警察が発足。横須賀市逗子警察署を開設。
- 1950年（昭和25年）7月1日 - 逗子町（現：逗子市）の分立に伴い、逗子警察署も横須賀市警察より分離。逗子町警察署となる。
- 1952年（昭和27年）6月1日 - 逗子町警察署が廃止。国家地方警察神奈川県逗子地区警察署となる。
- 1954年（昭和29年）7月1日 - 警察法の改正に伴い、神奈川県逗子警察署となる。
- 1973年（昭和48年）3月30日 - 現在地に新築移転。
- 2011年（平成23年）5月27日 - 殉職した巡査の慰霊祭が60年余りの時を経て行われた[1]。
- 2022年（令和4年）9月26日 - 逗子駅前交番を新逗子駅前交番に統合[2]

## 組織
- 署長（警視）
- 副署長（警視）
- 警務課 - 警務係、住民相談係、管理係
- 会計課 - 会計係
- 生活安全課 - 生活安全係
- 地域課（警ら用無線自動車2台、小型警ら車2台） - 地域企画係、地域第一係、地域第二係、地域第三係
- 刑事課 - 強行盗犯係、鑑識係、知能組織犯罪対策係
- 交通課 - 交通総務係、交通捜査係、交通指導係
- 警備課 - 警備係

（7課体制）
※「神奈川県警察の組織に関する規則（昭和44年3月31日、公安委員会規則第2号）」を参考にした。

## 交番
- 逗子駅前交番　逗子市逗子1丁目1番10号 - 2022年9月26日に旧住所（逗子1丁目1番15号[3] JR逗子駅NewDays前）にあった交番が新逗子駅前交番に統合し廃止。2023年12月15日[4]にJR逗子駅建物内の現在地にあらためて開所。
- 沼間交番　逗子市沼間1丁目3番6号
- 小坪交番　逗子市小坪2丁目3番10号

### 廃止された交番
- 新逗子駅前交番　逗子市逗子4丁目9番21号[3]（逗子市営清水橋南駐車場建物内） - 2022年9月26日に逗子駅前交番を統合[2]。2023年12月15日に逗子駅前交番が復活するとともに廃止。

## 駐在所
- 久木駐在所　逗子市久木3丁目3番32号
- 桜山駐在所　逗子市桜山8丁目1番34号
- 新宿駐在所　逗子市新宿3丁目2番35号
- 池子駐在所　逗子市池子2丁目13番9号
- 逗子ハイランド駐在所　逗子市久木8丁目9番11号

住所は「交番その他の派出所及び駐在所の名称及び位置 (平成6年11月1日神奈川県警察本部告示第15号)」令和6年9月10日改正に拠る。

## 自動車ナンバー自動読取装置（Nシステム）
- 逗子市小坪5丁目（国道134号）
- 逗子市沼間6丁目（県道24号）
- 逗子市池子4丁目（県道205号）

## 過去の重大事件・事故
- ルーシー・ブラックマン事件
- 逗子ストーカー殺人事件